# Portret van graaf Antoine Français de Nantes
Het Portret van graaf Antoine Français de Nantes is een schilderij van Jacques-Louis David uit 1811. Sinds 1892 maakt het deel uit van de collectie van het Musée Jacquemart-André in Parijs.

## Antoine Français
Antoine Français was douanebeambte in Nantes en werd na het uitbreken van de revolutie al snel een van de belangrijkste leden van de plaatselijke Jakobijnen. Later werd hij lid van de Wetgevende Vergadering, was hij in 1792 14 dagen voorzitter van de Franse Nationale Vergadering en werd hij in 1798 lid van de Raad van Vijfhonderd. Onder Napoleon kreeg hij als Directeur Général des Droits-réunis het algehele toezicht op de belastinginkomsten. In 1808 werd hij bevorderd tot comte d'Empire en in 1811 werd hij grootofficier van het Legioen van Eer. In hetzelfde jaar gaf hij David opdracht om zijn portret te schilderen.

## Voorstelling
Het schilderij, dat een opvallend smal formaat heeft, is een goed voorbeeld van de portretkunst van het Eerste Franse Keizerrijk. Het is een van de weinige ceremoniële portretten van David (het portret van Napoleon in keizerlijk kostuum is een ander voorbeeld), die vooral bekend stond om zijn historiestukken. De graaf wordt zittend en iets van onderen afgebeeld. Zijn rijk versierde kleding bedekt de stoel grotendeels en weerspiegelt de belangrijke positie die hij innam in de samenleving toen het portret gemaakt werd. David heeft het satijn, kant en fluweel van de kleren prachtig weergegeven in witte en blauwe kleurschakeringen. Hiervoor had hij het kostuum naar zijn atelier laten sturen. Het insigne van het Legioen van Eer aan het rode lint bevindt zich in het centrum van het schilderij en valt hierdoor des te meer op. Alles in het portret onderstreept het gewichtige en autoritaire karakter van de graaf.

## Herkomst
Het schilderij bleef in de familie van Antoine Français, waarna het in de collectie van de journalist en politicus Antonin Dubost terechtkwam. Later kocht de kunsthandelaar Paul Durand-Ruel het om het op zijn beurt in 1892 door te verkopen aan Édouard André en zijn echtgenote Nélie Jacquemart. In 1912 liet het echtpaar hun hele collectie na aan het Institut de France. Hun voormalige herenhuis ging onderdak bieden aan het Musée Jacquemart-André.

## Afbeelding

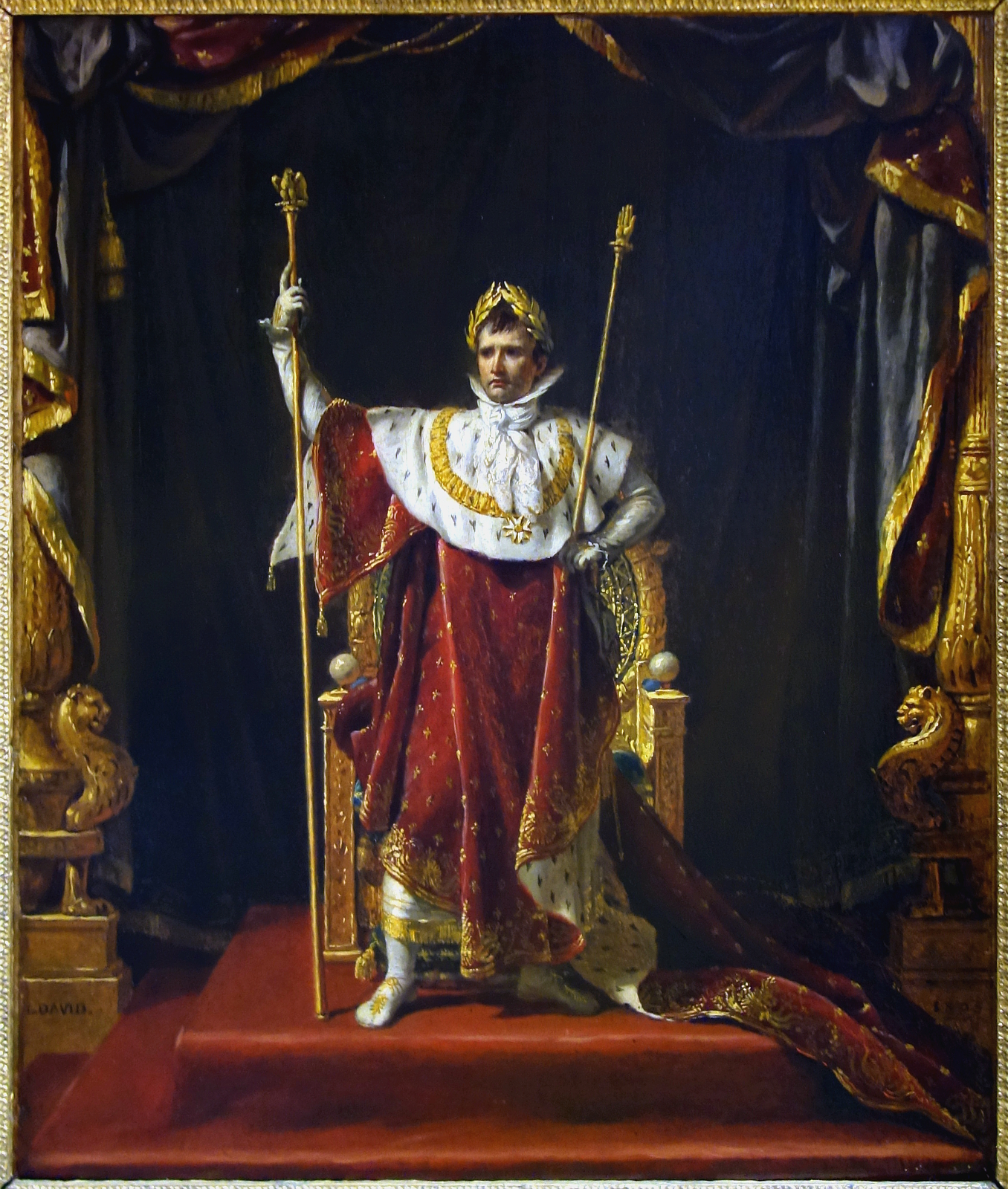
Portret van Napoleon in keizerlijk kostuum (schets)